# Dekanat Sochaczew – św. Wawrzyńca
Dekanat Sochaczew – św. Wawrzyńca – jeden z 21 dekanatów diecezji łowickiej. 
W skład dekanatu wchodzą następujące parafie:
- Parafia św. Jana Chrzciciela w Brochowie
- Parafia św. Michała Archanioła i św. Anny w Kamionie
- Parafia św. Jana Chrzciciela w Kątach
- Parafia św. Męczenników Jana i Pawła w Mikołajewie
- Parafia Narodzenia Najświętszej Maryi Panny w Młodzieszynie
- Parafia Matki Bożej Miłosierdzia w Pilawicach
- Parafia św. Brata Alberta Chmielowskiego w Sochaczewie-Karwowie
- Parafia św. Józefa w Sochaczewie
- Parafia Narodzenia NMP w Sochaczewie-Trojanowie
- Parafia św. Wawrzyńca w Sochaczewie

Dziekan dekanatu Sochaczew – św. Wawrzyńca
- ks. kan. Piotr Żądło – proboszcz w parafii św. Wawrzyńca w Sochaczewie

Wicedziekan
- ks. kan. Paweł Olszewski - proboszcz w parafii św. Jana Chrzciciela w Brochowie

Ojciec duchowny
- ks. kan. Ireneusz Cieślak – proboszcz w parafii św. Jana Chrzciciela w Kątach